# Hrabstwo Highlands
Highlands – hrabstwo (ang. county) w stanie Floryda, w południowo-wschodnich Stanach Zjednoczonych. Siedzibą hrabstwa jest Sebring. 
Powierzchnia hrabstwa wynosi 2865 km², w tym 230 km² (8%) zajmuje woda. Na północy hrabstwa znajdują się liczne jeziora i bliżej centrum piąte jezioro Florydy – Lake Istokpoga (108 km²). Gęstość zaludnienia wynosi 40 osób/km².

## Miejscowości
- Avon Park
- Sebring
- Lake Placid

## Sąsiednie hrabstwa
- Hrabstwo Osceola – północny wschód
- Hrabstwo Okeechobee – wschód
- Hrabstwo Glades – południe
- Hrabstwo Charlotte – południowy zachód
- Hrabstwo DeSoto – zachód
- Hrabstwo Hardee – zachód
- Hrabstwo Polk – północ

## Demografia
Według spisu z 2020 roku liczy 101,2 tys. mieszkańców, co oznacza wzrost o 2,5% w porównaniu z poprzednim spisem z roku 2010. Według danych pięcioletnich z 2021 roku 84,7% to biali (64,3% nie licząc Latynosów), 10,8% czarnoskórzy lub Afroamerykanie, 2% miało rasę mieszaną, 1,6% Azjaci i 0,8% rdzenna ludność Ameryki. Latynosi stanowili 22,6% populacji hrabstwa.
Do największych grup należały osoby pochodzenia niemieckiego (13,2%), angielskiego (12,4%), afroamerykańskiego, „amerykańskiego” (10,1%), irlandzkiego (9,6%), meksykańskiego (8,2%), portorykańskiego (6,4%), włoskiego (4,2%), kubańskiego (3,8%) i szkockiego lub szkocko–irlandzkiego (3,1%).

## Polityka
Hrabstwo przeważająco republikańskie, gdzie w wyborach prezydenckich w 2020 roku, 66,8% głosów otrzymał Donald Trump i 32,5% przypadło dla Joe Bidena. 

## Religia
W 2020 roku, 16,1% mieszkańców deklaruje członkostwo w Kościele katolickim.

## Galeria

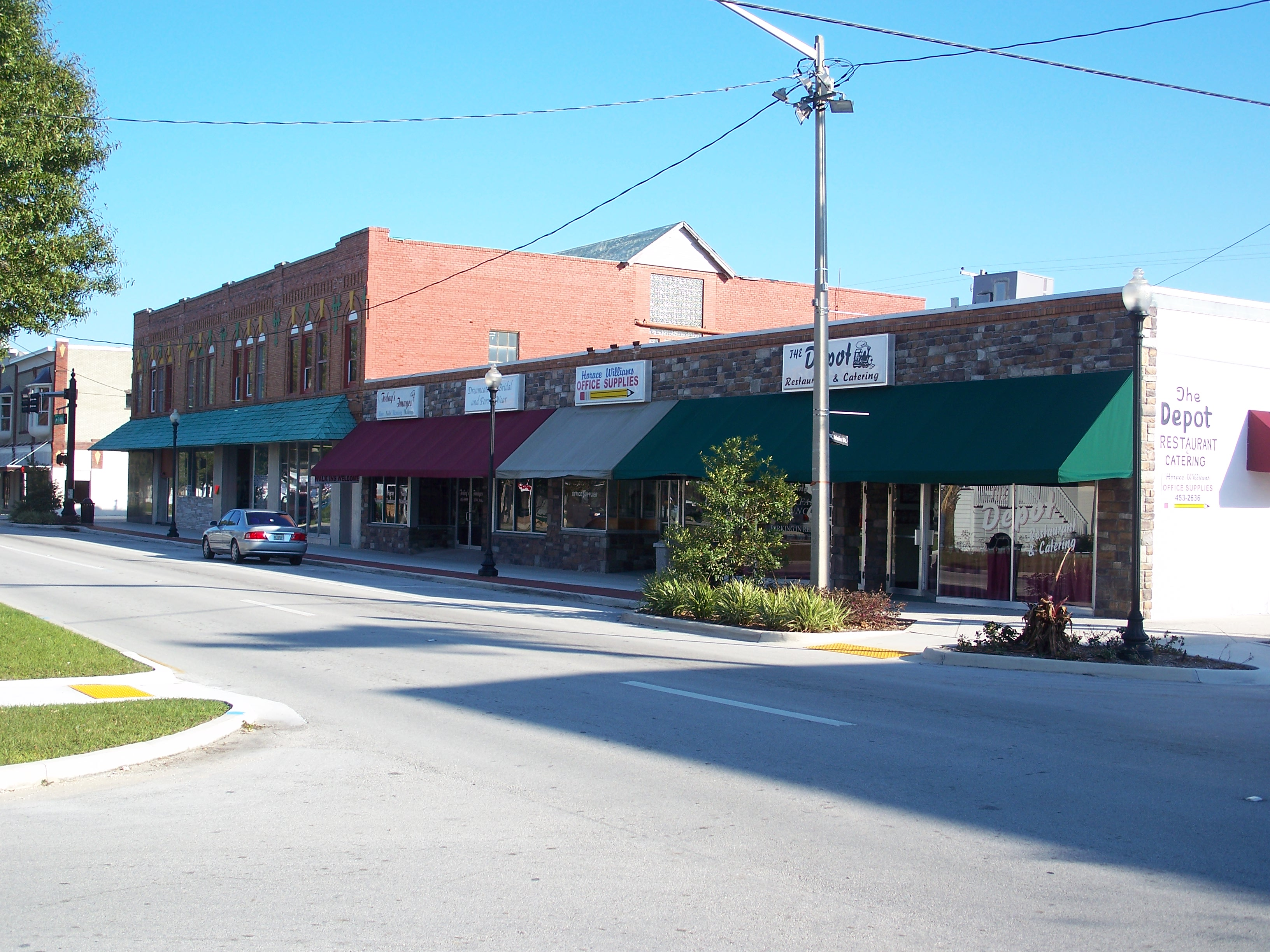
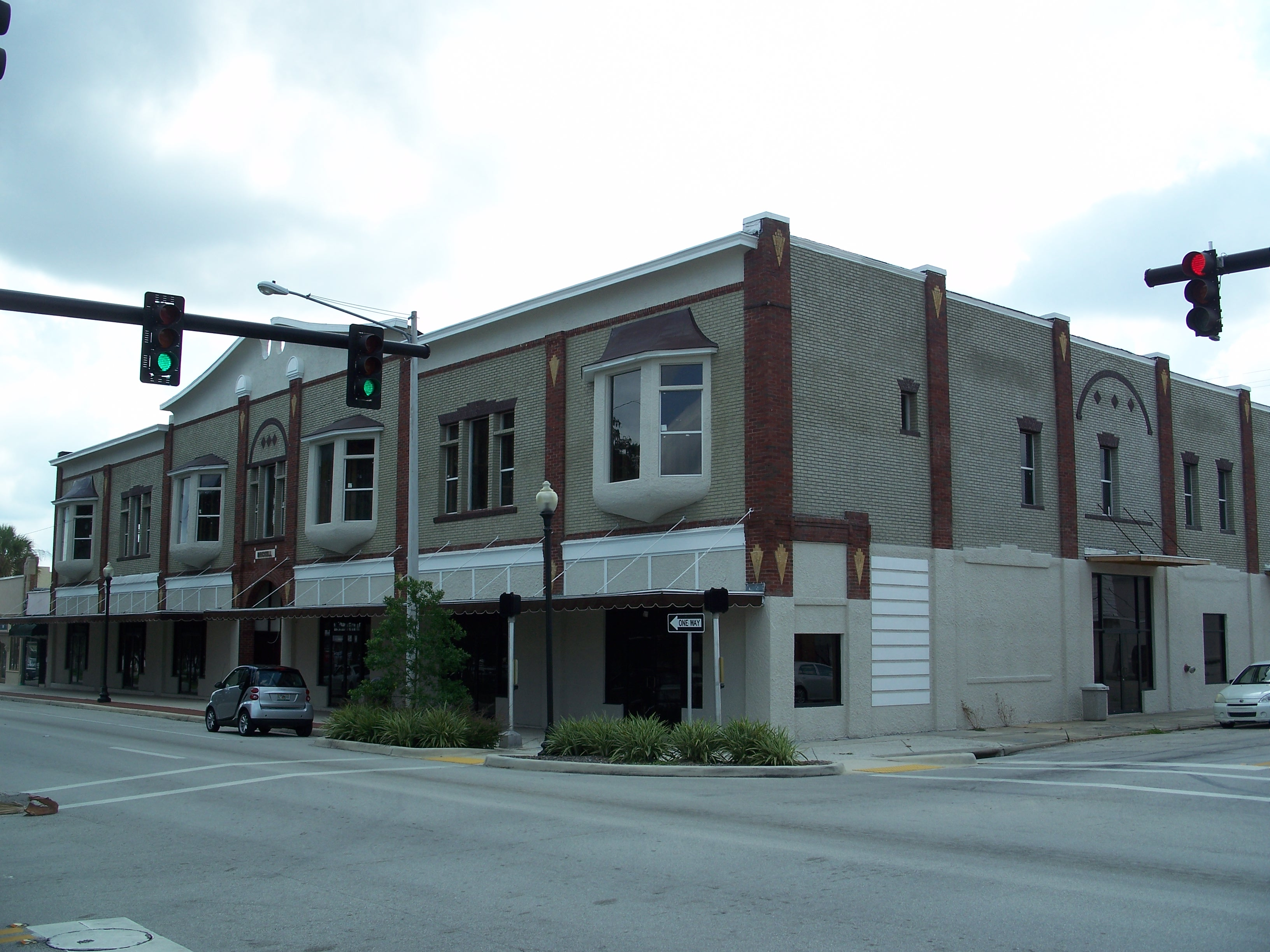
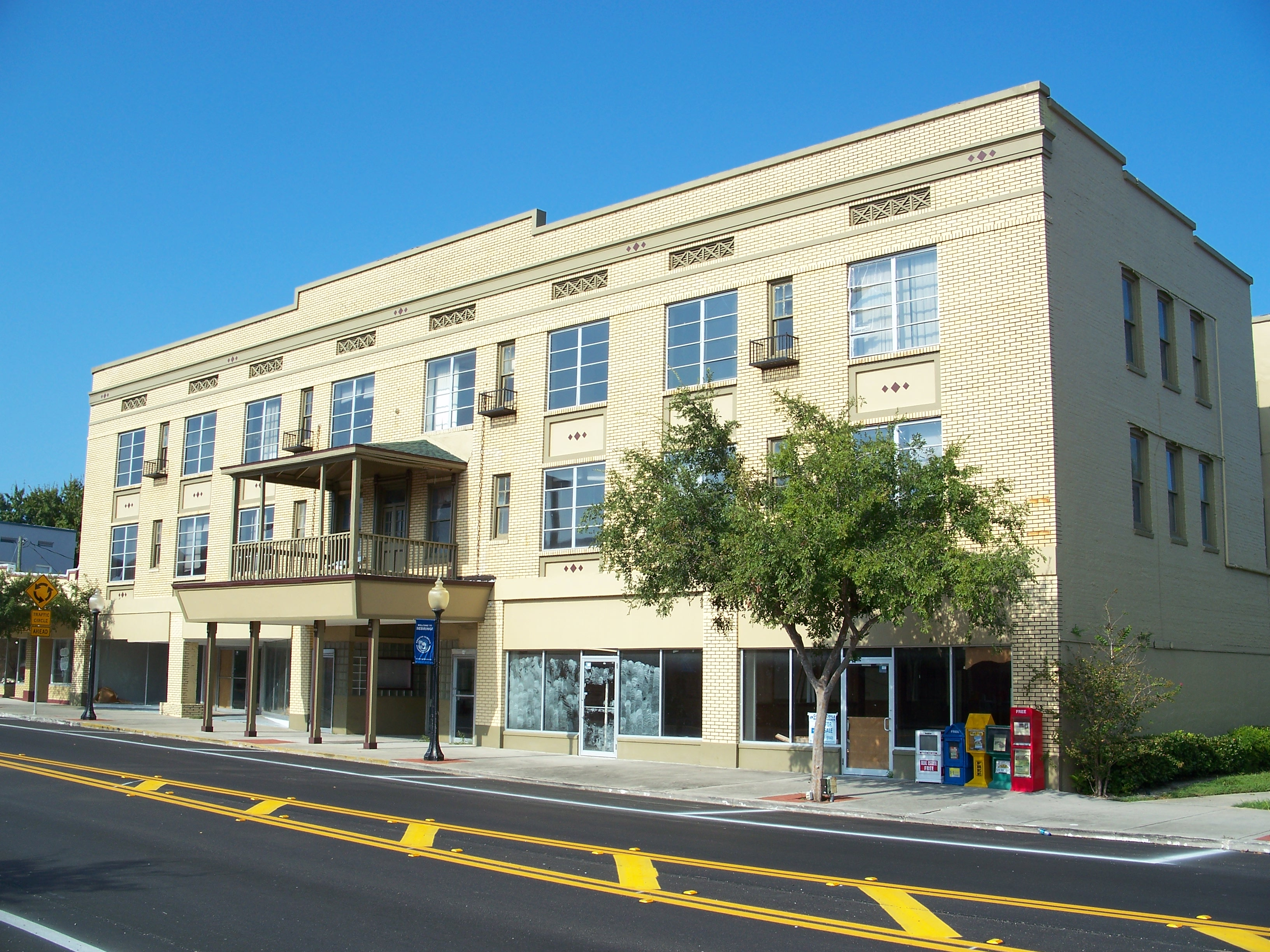
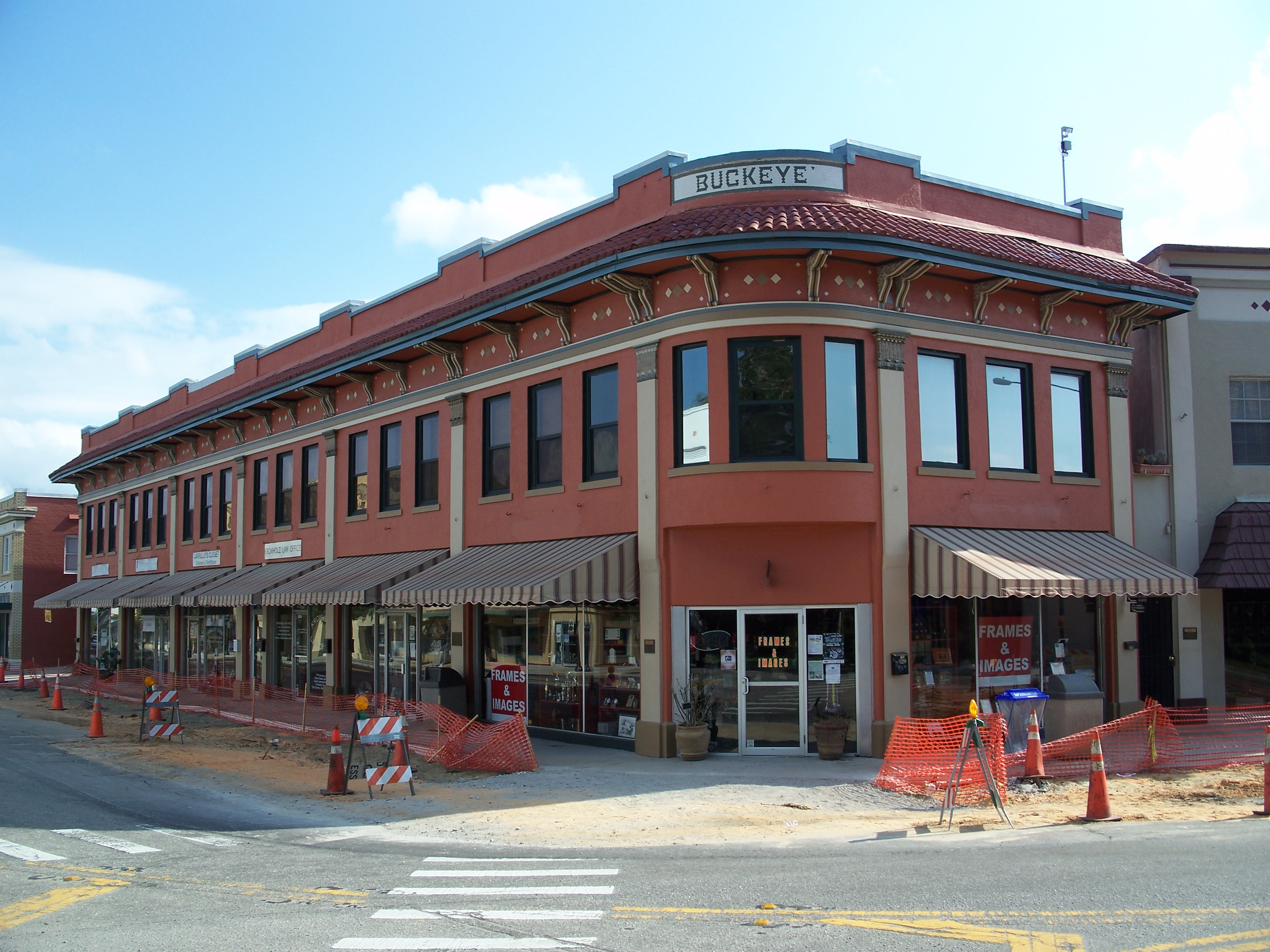
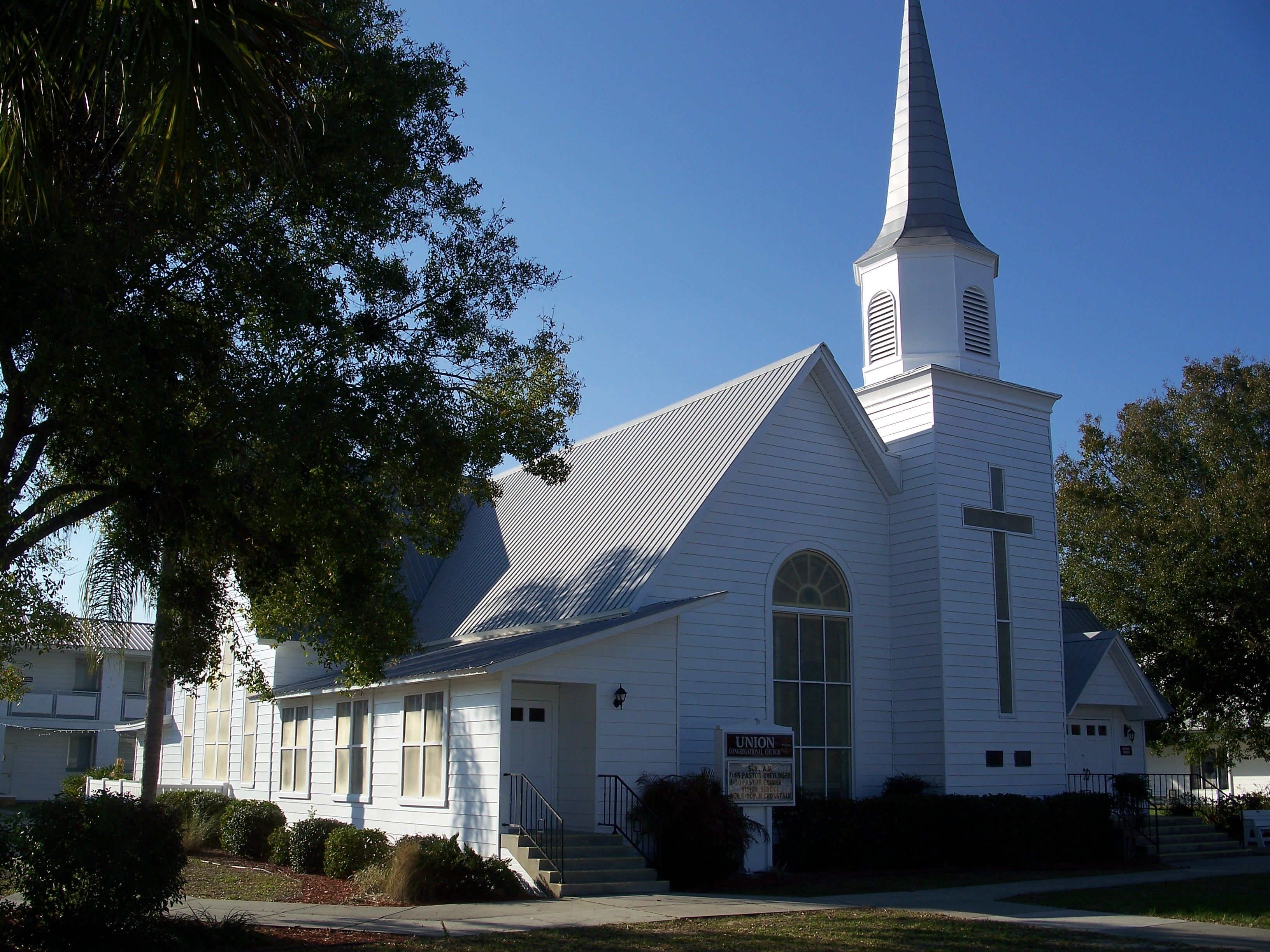
Kościółek ewangelikalny
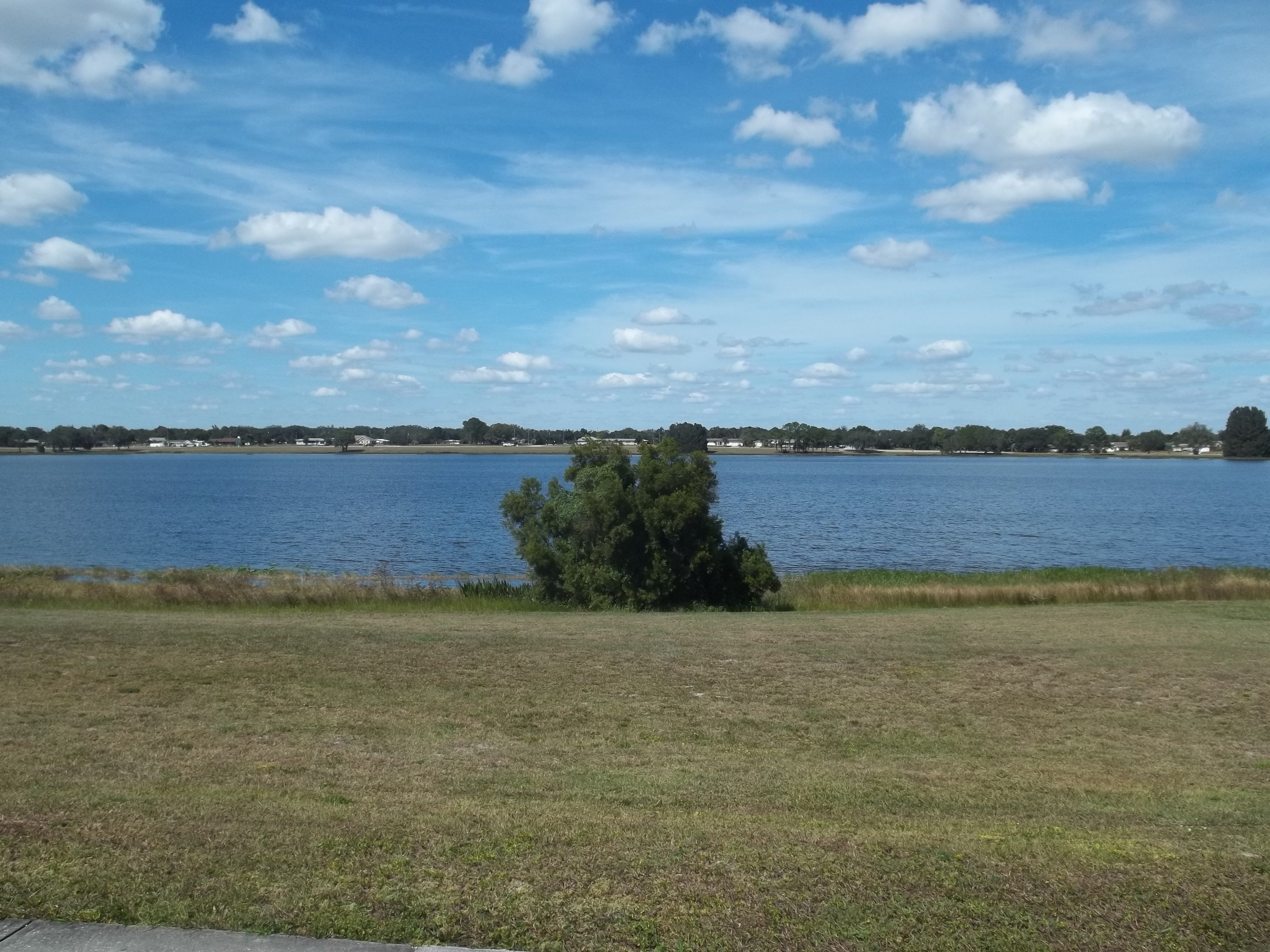
Jezioro Olivia